# Vezseny-ér
Vezseny-ér är ett vattendrag i Ungern. Det ligger i den västra delen av landet, 100 km väster om huvudstaden Budapest.